# Bromo
Bromo (indonesiska: Gunung Bromo) är en 2 392 meter hög stratovulkan i provinsen Jawa Timur i Indonesien. Den hade sitt senaste utbrott den 8 juni 2004. Vulkanen ligger inom Bromo Tengger Semeru nationalpark och är Tenggermassivets mest kända berg, dock ej det högsta.